# 陰寿
陰 寿（いん じゅ、生没年不詳）は、中国の北周から隋にかけての軍人。字は羅雲。本貫は武威郡。

## 経歴
北周の夏州刺史の陰嵩の子として生まれた。北周に仕えて、しばしば軍功を挙げ、儀同三司の位を受けた。武帝に従って北斉を討ち、開府儀同三司に進んだ。
楊堅が丞相となると、陰寿は召されて丞相掾となった。尉遅迥が乱を起こすと、楊堅は韋孝寛を元帥として討伐にあたらせ、陰寿を監軍とした。ときに韋孝寛は病のため、自ら軍隊の指揮を執ることができなくなり、陣幕の中に臥せって、婦人を通じて命令を伝えさせた。軍隊の綱紀については、すべて陰寿が取り決めた。功績により位は上柱国に進んだ。まもなく行軍総管として幽州に駐屯し、幽州総管に任じられ、趙国公に封じられた。
営州刺史の高保寧が契丹・靺鞨と結んで挙兵し、北周に叛いたが、楊堅が中原に難事を多く抱えていたため、幽州にいた陰寿も進んでこれを討つことができなかった。581年、隋が建国されると、高保寧は突厥の兵を率いて北平を包囲した。事ここにいたって、陰寿は数万の兵を率いて盧龍塞から出撃し、高保寧を討った。このため高保寧は突厥に救援を求めた。しかし隋の衛王楊爽らの諸将が北征していたため、突厥にも救援の余裕がなかった。高保寧は城を棄てて磧北に逃亡し、黄龍の諸県はことごとく隋軍に平定された。陰寿は兵を返して、開府の成道昂を黄龍に駐屯させた。高保寧はその子の高僧伽に騎兵を率いさせて黄龍の城下を略奪させた。まもなく高保寧が契丹・靺鞨の兵を率いて攻め込んできたので、成道昂は苦戦して連日にわたって後退した。陰寿は高保寧の親任する趙世模・王威といった部将たちに誘いをかけ、1月あまりで趙世模らが降ってきた。高保寧はまた契丹に逃走したところ、部下の趙修羅に殺された。このため隋の北の国境は安定した。まもなく陰寿は在官のまま死去し、司空の位を追贈された。
子の陰世師が後を嗣いだ。

## 伝記資料
- 『隋書』巻39 列伝第4
- 『北史』巻73 列伝第61